# دير مار أنطونيوس (النبطية)
دير مار أنطونيوس هو دير أثري يقع في النبطية، جنوب لبنان. تم تشييده في نهاية العصر العثماني، وتحديدًا عام 1907.
لقد تم بناء الدير بدايةً بطابق واحد. ثم تم بناء كنيسة فيه سنة 1944 مع الطابق الثاني. وقد ساهم في بناء مدرستين عام 1965 وسلّمهما للدولة. تعرض المبنى للقصف الإسرائيلي عدة مرات خلال فترة احتلال الجنوب. وقد تم ترميمه وتجديده من الداخل والخارج من العام 1995 حتى العام 2010.

## وصلات خارجية
- موقع الدير على خرائط جوجل